# Forêt de Saint-Hugon
Pour les articles homonymes, voir Hugon.
La forêt de Saint-Hugon est une forêt domaniale française, située sur les pentes occidentales de la chaîne de Belledonne et partagée entre des départements de l'Isère et de la Savoie.

## Histoire

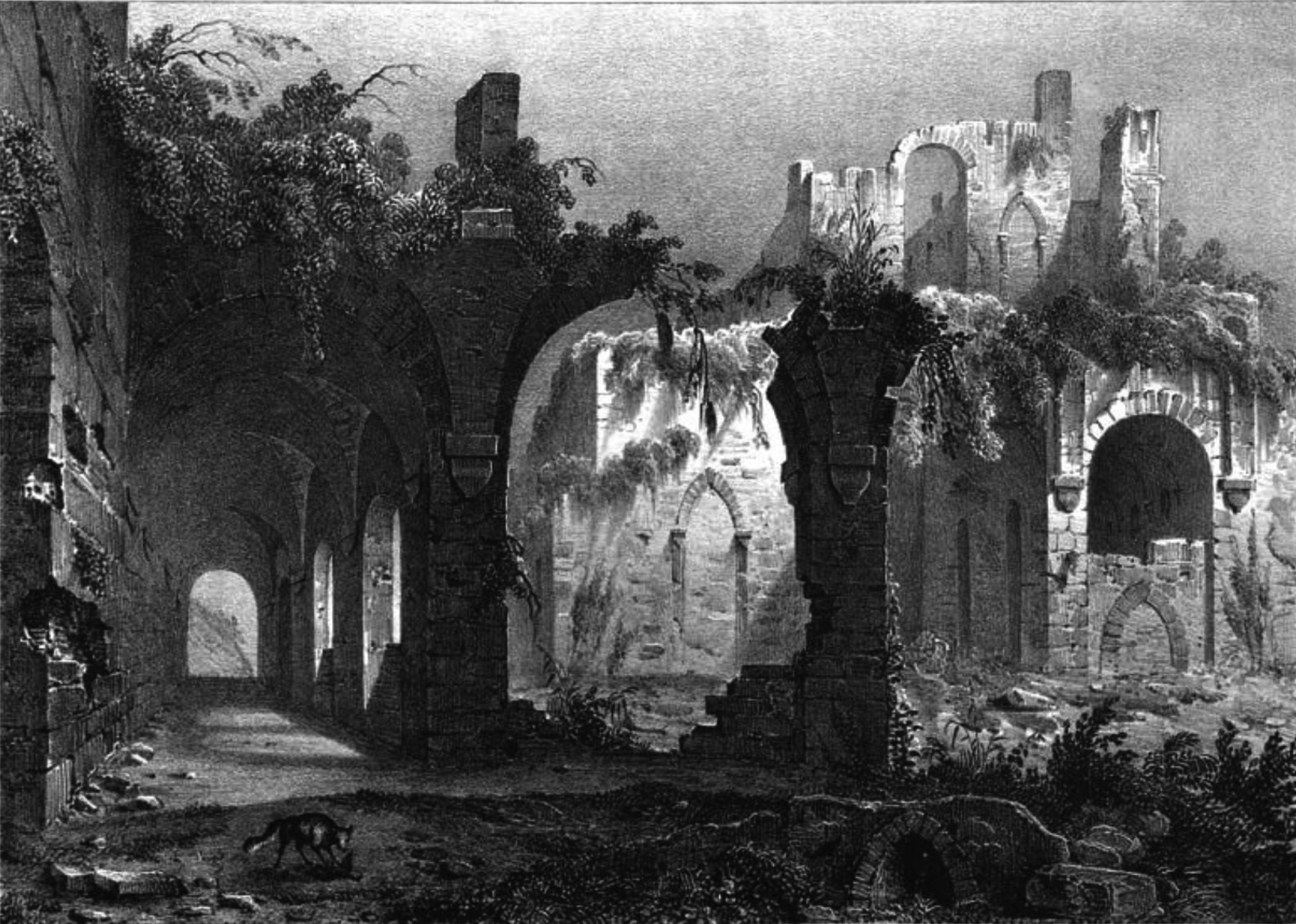
Les ruines de la chartreuse de Saint-Hugon au XIXe siècle, illustrées par Victor Cassien (1808 - 1893).

Cette forêt doit son nom à la présence d'une ancienne chartreuse, située sur la rive droite du vallon du Bens, édifiée en 1183, abandonnée puis pillée durant la Révolution française. 
Durant plus de six siècles, les moines se livrèrent au travail du fer dont le minerai est particulièrement abondant à proximité de leur établissement mais également à la production de charbon de bois tiré de leurs forêts.

## Géographie

### Localisation et description
Partagée entre les départements de l'Isère et de la Savoie, la forêt s'étend sur les communes d'Allevard et La Chapelle-du-Bard, en Isère et les communes d'Arvillard, de Saint-Étienne-de-Cuines et de Saint-Rémy-de-Maurienne. Cette forêt est dominée par les Grands Moulins, sommet de la chaîne de Belledonne et qui culmine à 2 495 mètres.

### Climat
En 2010, le climat du secteur d'Allevard et de La Chapelle-du-Bard est de type climat de montagne, selon une étude du Centre national de la recherche scientifique s'appuyant sur une série de données couvrant la période 1971-2000. En 2020, Météo-France publie une typologie des climats de la France métropolitaine dans laquelle la commune est exposée à un climat de montagne ou de marges de montagne et est dans la région climatique  Alpes du nord, caractérisée par une pluviométrie annuelle de 1 200 à 1 500 mm, irrégulièrement répartie en été.

## Écologie
Répertoriée en tant que zone naturelle d'intérêt écologique, faunistique et floristique (ZNIEFF), la forêt de Saint-Hugon qui correspond aux pentes du vallon du torrent alpin du Bens regroupe d'importantes surfaces forestières en grande partie des sapinières anciennes sur les pentes les plus abruptes. Les formations végétales supra forestières sont typiques de Belledonne, un massif cristallin des Alpes avec notamment des landes à éricacées, des éboulis et falaises sur substrats acides et des pelouses alpines acidophiles. Ces milieux hébergent une flore et une faune alpines représentatives des espaces préservés telles que le tétras lyre, le lagopède, le chamois et le merle de roche pour la faune ainsi que la leuzée rhapontique pour la flore.

## Lieux remarquables et monuments

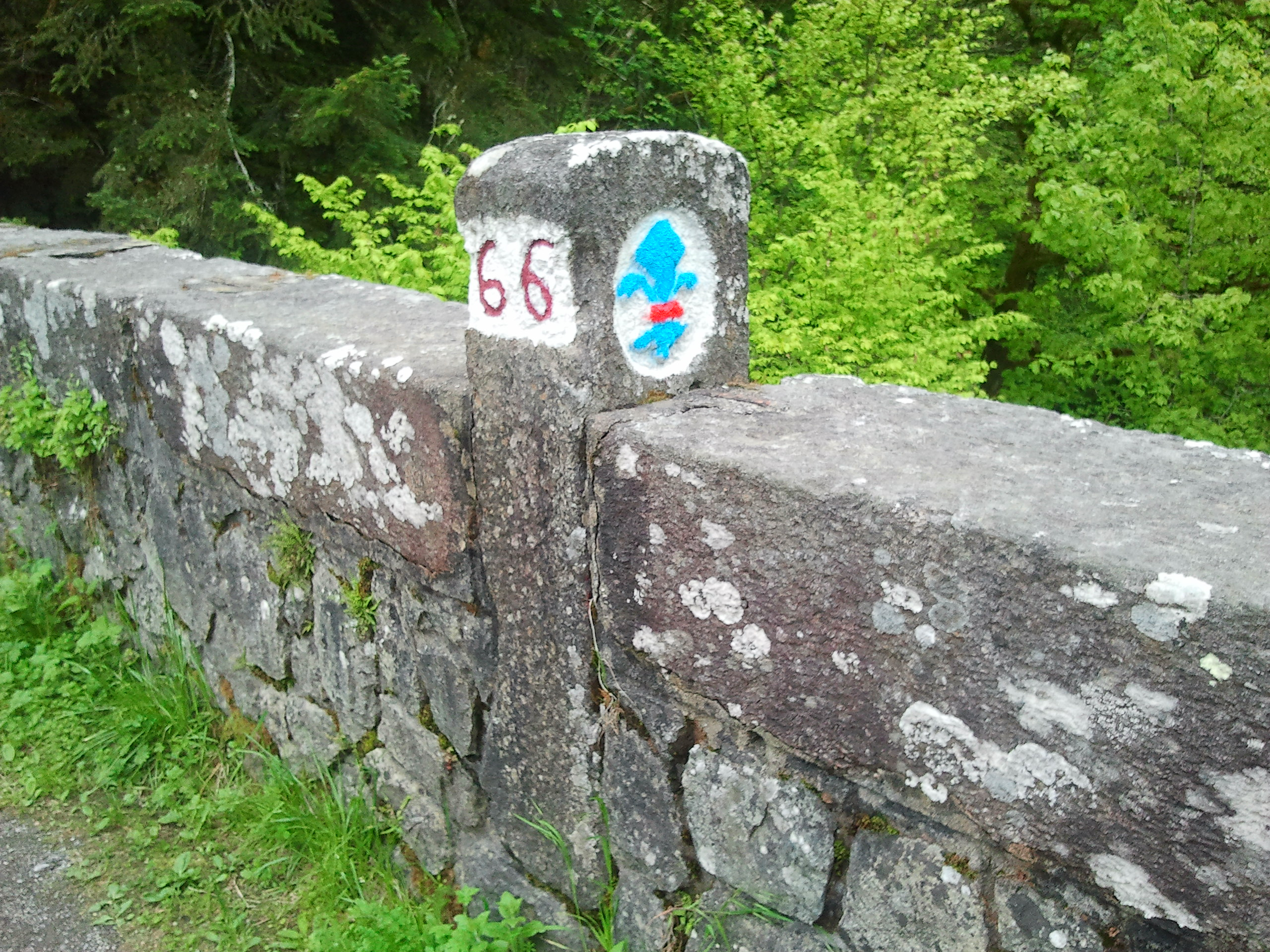
Borne frontière n°66 datant de 1823 séparant l'ancien duché de Savoie au royaume de France au milieu du pont de la chartreuse de Saint Hugon.

Le vallon du Bens correspond à une ancienne ligne frontalière entre la France (Province du Dauphiné) et les États de Savoie en vertu d'un traité datant de 24 mars 1760. Un pont dit « pont de la chartreuse de Saint Hugon », bâti sur un seul arc de pierre, a reçu ainsi une borne numérotée 16, renumérotée 66, en 1823 séparant l'ancien duché de Savoie au royaume de France. La borne est encore visible au XXIe siècle.
La chartreuse de Saint-Hugon est une ancienne chartreuse fondée en 1173. Après sa fermeture et de nombreuses transformations, le site a été repris par une association bouddhiste de Grenoble qui a choisi de les restaurer et d'en faire cadeau à un lama bouddhiste au début des années 1980. Après un incendie survenu en 2017 et grâce à une campagne de soutien, l’institut a pu rouvrir ses portes et reprendre ses activités en mai 2018.